# 타겟 ~붉은 충격~
〈타겟 ~붉은 충격~〉(ターゲット〜赤い衝撃〜)는 일본의 가수, 와다 코지의 2번째 싱글이다. 2000년 4월 26일에 발매되었다. 발매원은 NEC 인터채널 (현 인터채널), 판매원은 킹레코드 (NEDA-10021/재발: NECM-10018)이다.

## 요약
- 와다는 자신의 본작이 2015년부터 현재까지 최대의 히트 싱글이 되어가고 있다고 생각하였다.
- 수록곡의 가사는 대 형식으로되어 있으며, 〈타겟 ~붉은 충격~〉이 《디지몬 어드벤처 02》 작품 전체의 이미지와 작중 주인공인 모토미야 다이스케 (또한 전작의 야가미 타이치와 이시다 야마토), 〈나는 나라고〉는 타카이시 타케루, 히다 이오리, 이치죠우지 켄을 각각 이미지  시키는 것으로 되어있다.
- 《디지몬 어드벤처 02》에서는 오프닝 테마 및 임페리얼드라몬이 진화 할 때의 삽입곡으로도 사용되었다.
- 2004년 8월 1일에 맥시 싱글로 재발매되었다. 그때 재킷은 새로 그려져 리뉴얼된 것으로 되어있다.

## 수록곡
1. 타겟 ~붉은 충격~ [4:28]
작사: 마츠키 유우, 작곡 · 편곡: 오타 미치히코
  - 후지 TV계 애니메이션 《디지몬 어드벤처 02》 오프닝 테마 삽입곡
2. 나는 나라고 [4:16]
작사: 마츠키 유우, 작곡: 치와타 히데노리, 편곡: 와타나베 체루
3. 타겟 ~붉은 충격~ (Original karaoke)
4. 나는 나라고 (Original karaoke)

## 수록 앨범
- 디지몬 어드벤처 02 싱글 히트 퍼레이드 (#1,2)
- all of my mind (#1,2)
- 디지몬 삽입곡 원더 베스트 에볼루션 (#2)
- The Best Selection〜Welcome Back! (#1,2)
- DIGIMON HISTORY 1999-2006 ALL THE BEST (#1)
- DIGIMON MOVIE SONG COLLECTION (#1)
- DIGIMON SONG BEST OF KOJI WADA (#1)